# Epitesi
L'epìtesi, dal greco epíthesis, "il porre (thésis) sopra (epí)", "sovrapposizione", è un fenomeno di fonetica storica che consiste nell'aggiunta di un suono o di una sillaba non etimologica alla fine di una parola. È anche detta paragòge.
Di seguito alcuni esempi di epitesi:
- la 3ª persona plurale del passato remoto del verbo italiano "amare", amaro[3], diventa amarono intorno al XIV secolo, con epitesi della sillaba -no[4];
- l'infinito del verbo italiano "essere" è mutuato dal latino (ĕsse) e poi allineato, con epitesi della sillaba -re[5];
- film, alcol → toscano filme, alcole[6];
- David → David(d)e;
- Gabriel latino → Gabriello da cui il moderno Gabriella.

In italiano antico era anche frequente dopo la vocale:
- più → piùe (Dante: «Or s'i' non procedesse avanti piùe», Paradiso XIII 88)[1];
- amò → amoe;
- fu → fue.

Il contrario dell'epitesi è l'apocope.

## Epitesi in altre lingue d'Italia
Molte lingue e dialetti dell'Italia meridionale ritengono ancora questo fenomeno fonetico sulle parole ossitone, cioè caratterizzate dall'accento sull'ultima sillaba oppure sui monosillabi.
In lingua siciliana questo fenomeno è tipico nel parlato. Viene infatti spesso applicato un -ni enclitico o anche un -i enclitico. Accade quindi che molte parole diventino:
- accussì → accussini (“in questa maniera”)
- accuḍḍì → accuḍḍini (“in quella maniera”)
- appassì → appassini (“nel frattempo”)
- tu → tuni (“tu”)
- cchiù → cchiui (“più”)
- cca → ccani (“qui”)
- ḍḍà → ḍḍàni (“lì”)
- è → èni (“è”)

Identico discorso vale anche per il salentino in cui si dice:
- sine (in luogo di sì)
- none (in luogo di no)

In alcune varianti del calabrese l'epitesi si ha in:
- tu → tuna (“tu”)
- ḍḍà → ḍḍàna (“là”)
- cca → ccana  (“qua”)
- mo → mona (“adesso”)
- cchiù → cchiuna (“più”)

Il toscano contempla sì e sìe, chi e chie. 
Discorso simile nell'abruzzese, in cui si hanno scène (sì, "sine") e none (no, "none").
Queste parole sono in ogni caso corrette sia con epitesi che senza.
È frequente in lingua sarda: dal momento che tante parole finiscono per consonante, spesso si usa una vocale "d'appoggio", soprattutto quando la parola è alla fine di una frase. Ad esempio: pitzinnas /piˈtt͡sinnaz(a)/ "ragazze"; tue andas /ˈtu.ɛ ˈandaz(a)/ "tu vai"; ite cheren? /ˈite ˈkɛrɛn(ɛ)/ "cosa vogliono?".
Generalmente, la vocale paragogica riprende l'ultima vocale della parola; tuttavia, a seconda della varietà di sardo, questa regola può cambiare: ad esempio, per dire ses "(tu) sei", in logudorese abbiamo /ˈsɛz(ɛ)/, mentre in campidanese /ˈsɛz(i)/; per "(lui/lei) è", abbiamo est, pronunciato in log. /ˈɛst(ɛ)/ e in campidanese /ˈɛst(i)/.